# Jan De Winne

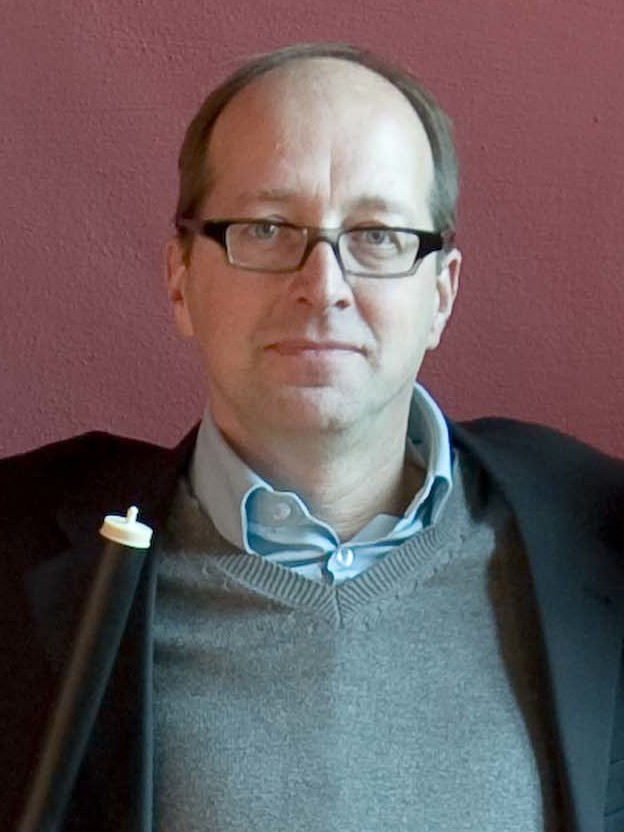
J. De Winne (2012)

Jan De Winne (* 24. Juli 1962 in Brügge) ist ein belgischer Flötist auf historischen Instrumenten.

## Leben und Werdegang
Jan de Winne lernte an den Konservatorien von Brügge und Gent moderne Flöte. Parallel zum Instrumentalunterricht studierte er an der Universität Gent Kunstgeschichte und Musikwissenschaften. Nach diesen Studien vertiefte er das Spiel der historischen Traversflöte am Brüsseler Konservatorium bei Barthold Kuijken. 1987 gewann er den „Musica Antiqua Wettbewerb“ beim Festival van Vlaanderen in Brügge. 
Zwischen 1988 und 2005 war er als Soloflötist Mitglied zahlreicher Ensembles der historischen Aufführungspraxis, wie beispielsweise „Il Fondamento“ unter Paul Dombrecht, der „Wiener Akademie“ unter Martin Haselböck, dem „Salzburger Barockorchester“ unter Erwin Ortner und dem Amsterdam Baroque Orchestra unter Ton Koopman. Anschließend war er fast ausschließlich in den von Philippe Herreweghe geleiteten Orchestern „La Chapelle Royale“ und dem „Orchestre des Champs-Élysées“ sowie dem Barockorchester „Les Agrémens“ unter Guy Van Waas tätig. 
1988 gründete er gemeinsam mit dem Oboisten Marcel Ponseele das Ensemble „Il Gardellino“. Jan De Winne befasst sich außerdem mit dem Bau von historischen Traversflöten, nach Vorbildern aus dem 18. und 19. Jahrhundert.
Nachdem er mehrere Jahre am Konservatorium von Lyon unterrichtete, ist Jan De Winne seit 2004 Professor für Traversflöte am Pariser Konservatorium und Leiter eine Kammermusikklasse am Konservatorium Brüssel. Außerdem hat er die künstlerische Leitung des Plattenlabels „Passacaille“ inne.

## Konzerttätigkeit
Die Konzerte mit „Il Gardellino“ führten ihn in die meisten europäischen Länder, nach Japan, Nord- und Lateinamerika und nach Israel. Als Solist spielte er die Flötentrios von Joseph Haydn (Eufoda), die Flötenquartette von Carl Philipp Emanuel Bach (Eufoda) oder die Flötensonaten von Georg Friedrich Händel (EPR) ein. Weitere Aufnahmen entstanden mit „Il Gardellino“ (Accent).